# Списак округа Западног Бенгала
Хималаји се налазе на северу Западног Бенгала, а Бенгалски залив је на југу. Између њих, река Ганга тече ка истоку, а њена главна дистрибуција, река Хугли, тече на југ да би стигла до Бенгалског залива. Шилигури коридор, који повезује североисточну Индију са остатком Индије, налази се у региону Северног Бенгала у држави. Географски, Западни Бенгал је подељен на различите регионе – регион Хималаја Дарџилинг, регион Тераи и Дооарс, равнице Северног Бенгала, регион Рарх, западне висоравни и високе земље, обалне равнице, Сундарбан и делта Ганга . 
Године 1947, када је Индија стекла независност, формирана је држава Западни Бенгал, са 14 округа, према плану поделе тадашње бенгалске провинције Британске Индије .   Бивша кнежевска држава Коч Бихар се придружила као округ 26. јануара 1950.  а бивша француска енклава Чанданнагор се придружила као део округа Хугли 1954.  Закон о реорганизацији држава из 1956. довео је до додавања округа Пурулиа држави и до проширења округа Западни Динаџпур.  Касније су већи окрузи као што су Западни Динаџпур, 24 Паргана и Миднапур били раздвојени.
Западни Бенгал је сада подељен на 23 округа који укључује новоформирани округ Алипурдуар (формиран 25. јуна 2014.), округ Калимпонг (формиран 14. фебруара 2017.), округ Џхарграм (формиран 4. априла 2017.) и раздвајање бившег Бардхаман округ у округ Пурба Бардхаман и округ Пасчим Бардхаман (формиран 7. априла 2017.). Окрузи су груписани у пет дивизија.  
Дивизијама управљају дивизијски комесари.  Колката, главни град државе, чини округ Колката . Остали окрузи су даље подељени на административне јединице као што су подобласти и блокови, којима управљају СДО и БДО, респективно. Панцхаиати Раџ има трослојну структуру у држави. Атомска јединица се зове Грам Панцхаиат, што је Панцхаиат организација за збирку села.  Организације на нивоу блока се зову Панцхаиат Самити,  а организације на нивоу округа се зову Зилла Паришад . 
Влада Западног Бенгала одобрила је стварање седам нових округа 1. августа 2022. Тиме ће се број округа повећати са 23 на 30. Нови округ Сундарбан из постојећег округа Соутх 24 Паргана, нови округ Ичхамати и округ Басирхат из постојећег округа Нортх 24 Паргана. Нови округ Ранагхат из постојећег округа Надиа и округ Бишнупур из постојећег округа Банкура. Док ће нови округ Џангипур и округ Бахрампур бити издвојени из постојећег округа Муршидабад.